# Nationale primaire weg (Ierland)

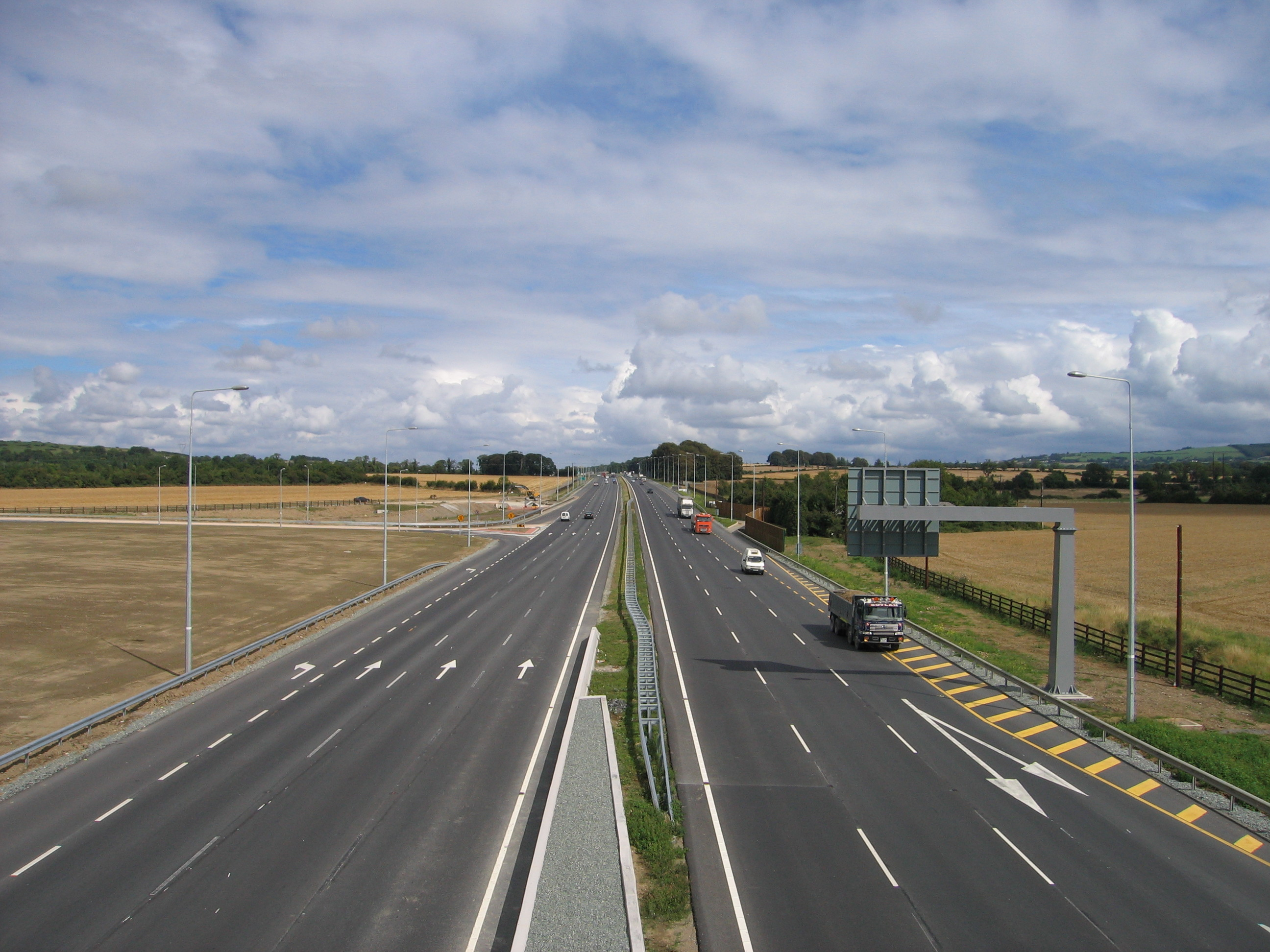
Naas Road (N7), gescheiden vierstrooksweg

Een nationale primaire weg (Engels: national primary road, Iers: príomhbhóthar náisiúnta) is een categorie wegen in Ierland. Zij vormen de belangrijkste verbindingsroutes tussen de steden en vormen daarmee de ruggengraat van het Ierse verkeersnetwerk. Er is meer dan 2700 kilometer aan nationale primaire wegen, waarvan ruim 500 kilometer bestaat uit snelwegen en vierstrookswegen. Er wordt gewerkt aan 431 kilometer aan snelweg en vierstrooksweg, die eind 2010 opgeleverd moet zijn. Als de nieuwe wegen gereed zijn, bestaat ongeveer 43 procent van de nationale primaire wegen uit snelwegen en vierstrookswegen.

## Beschrijving

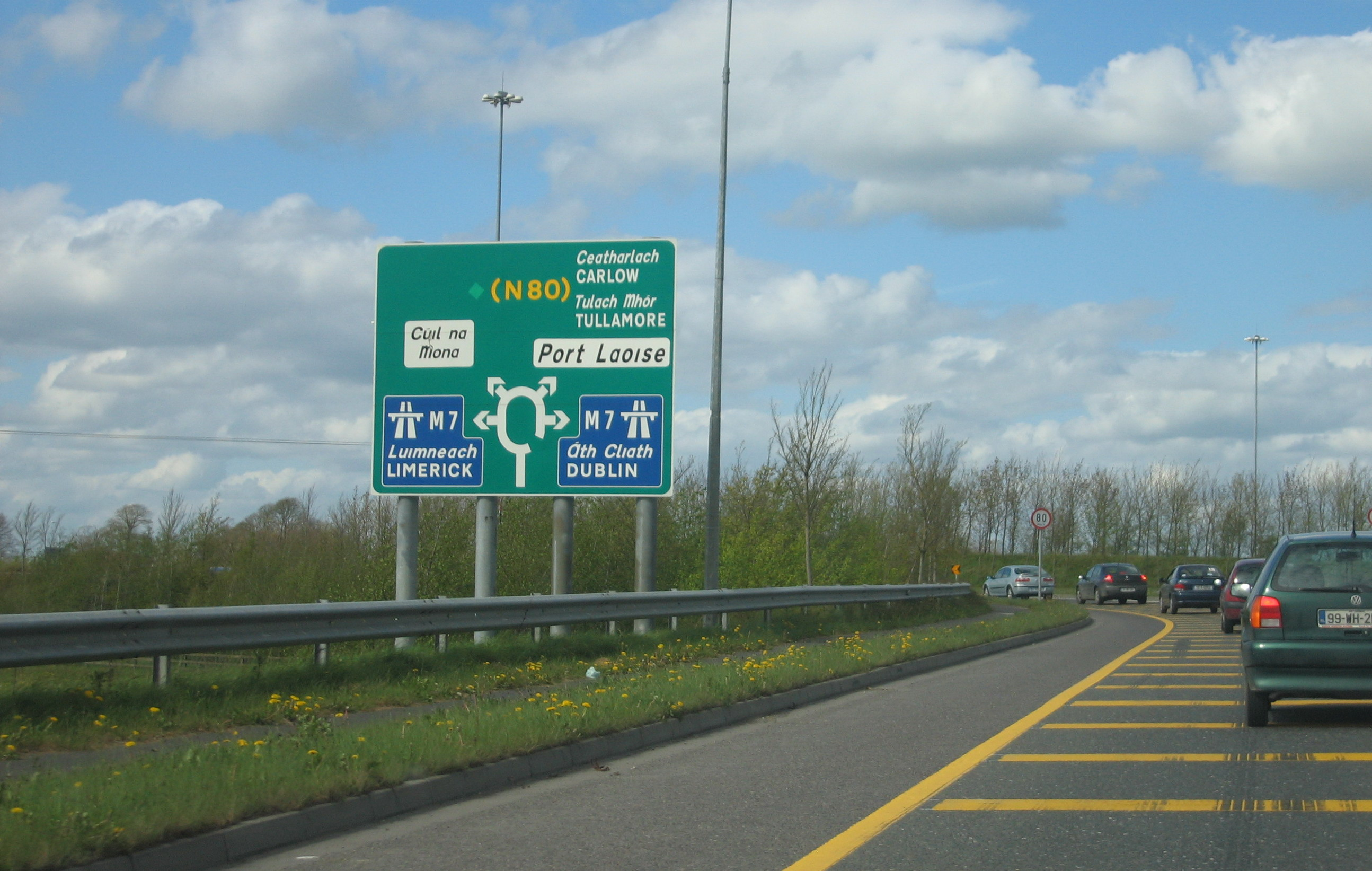
Non-motorway National Route sign in Ireland.

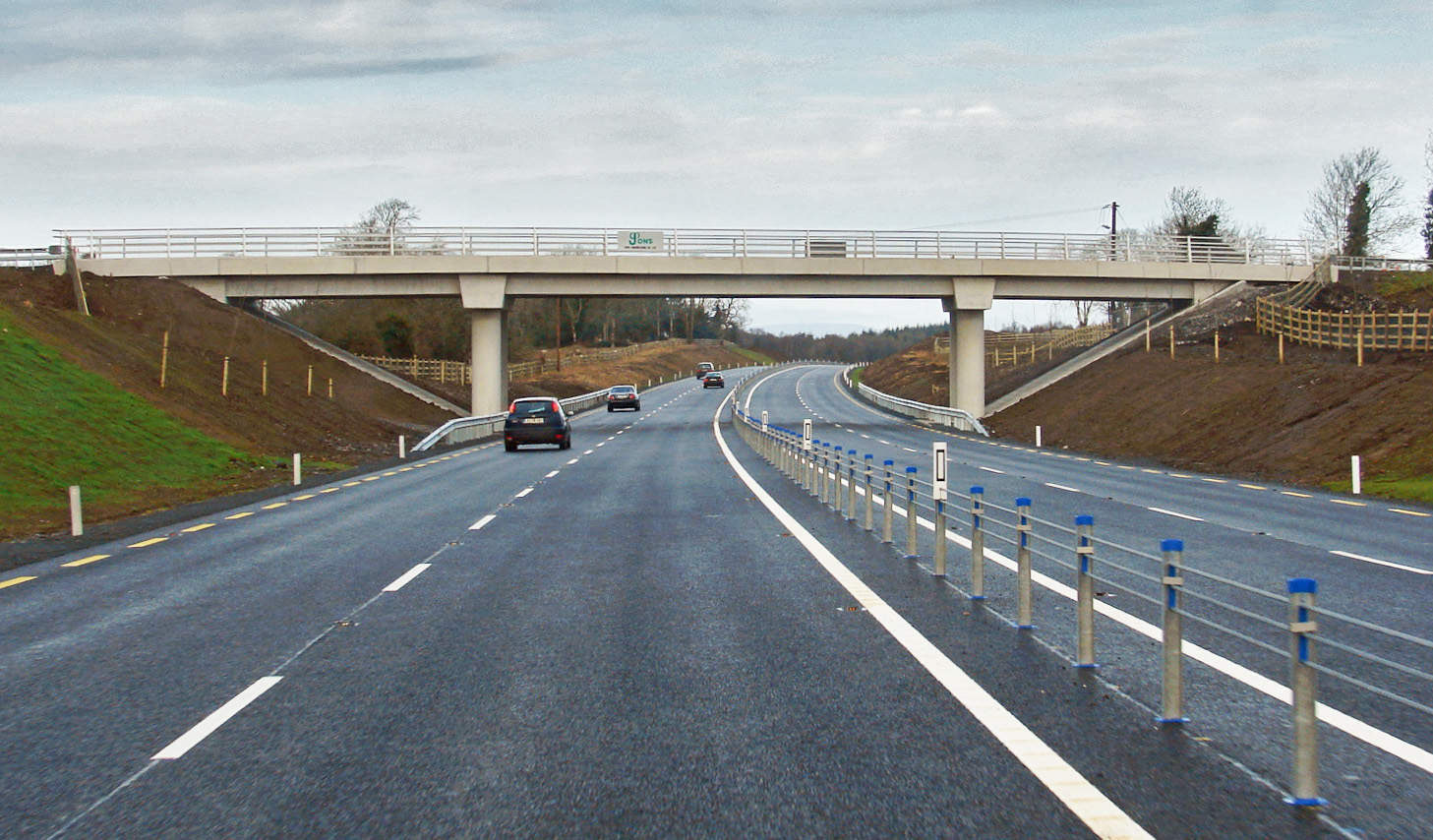
2+2 uitvoering vierstrooksweg van de N4 (Dromod-Roosky bypass) in County Leitrim.

Deze categorie wegen wordt aangeduid als "N"-wegen, gevolgd door 1 of 2 cijfers. De wegen genummerd N1 t/m N11 waaieren tegen de klok in uit vanuit Dublin terwijl de wegen genummerd N12 t/m 16 de grens met Noord-Ierland passeren. De wegen genummerd N17 t/m N26 (minus N19) liggen elders in het land. De N19 en de wegen genummerd N27 t/m N31 zijn veel korter dan de andere N-wegen. Zij verbinden doorgaans belangrijke delen infrastructuur (zoals havens en vliegvelden) met het wegennetwerk. De N32 en N33 fungeren als toevoerwegen van snelwegen, respectievelijk voor de M50 en de M1. Nationale secundaire wegen worden ook aangeduid met een "N"-nummer, maar 51 en hoger.
De meeste nationale primaire wegen zijn ten minste van "brede tweestrooksweg"-kwaliteit, met delen in de regio Dublin en nabij steden ten minste vierstrooksweg. Lokaal zijn echter ook nog wel smalle tweestrookswegen te vinden.
Verschillende delen van het primaire wegennetwerk maken ook deel uit van het netwerk van Europese wegen. Zo vormen delen van de N25, N11/M11 en N1/M1 wegen het Ierse deel van de E1. Delen van de N7/M7, N18 en de gehele N19 maken deel uit van de E20 terwijl delen van de N25 behoren tot de E30 (voorheen E8). Bij nieuwbouw van wegen en het aanbrengen van nieuwe bewegwijzering wordt tegenwoordig ook het E-nummer aangebracht.

## Geschiedenis

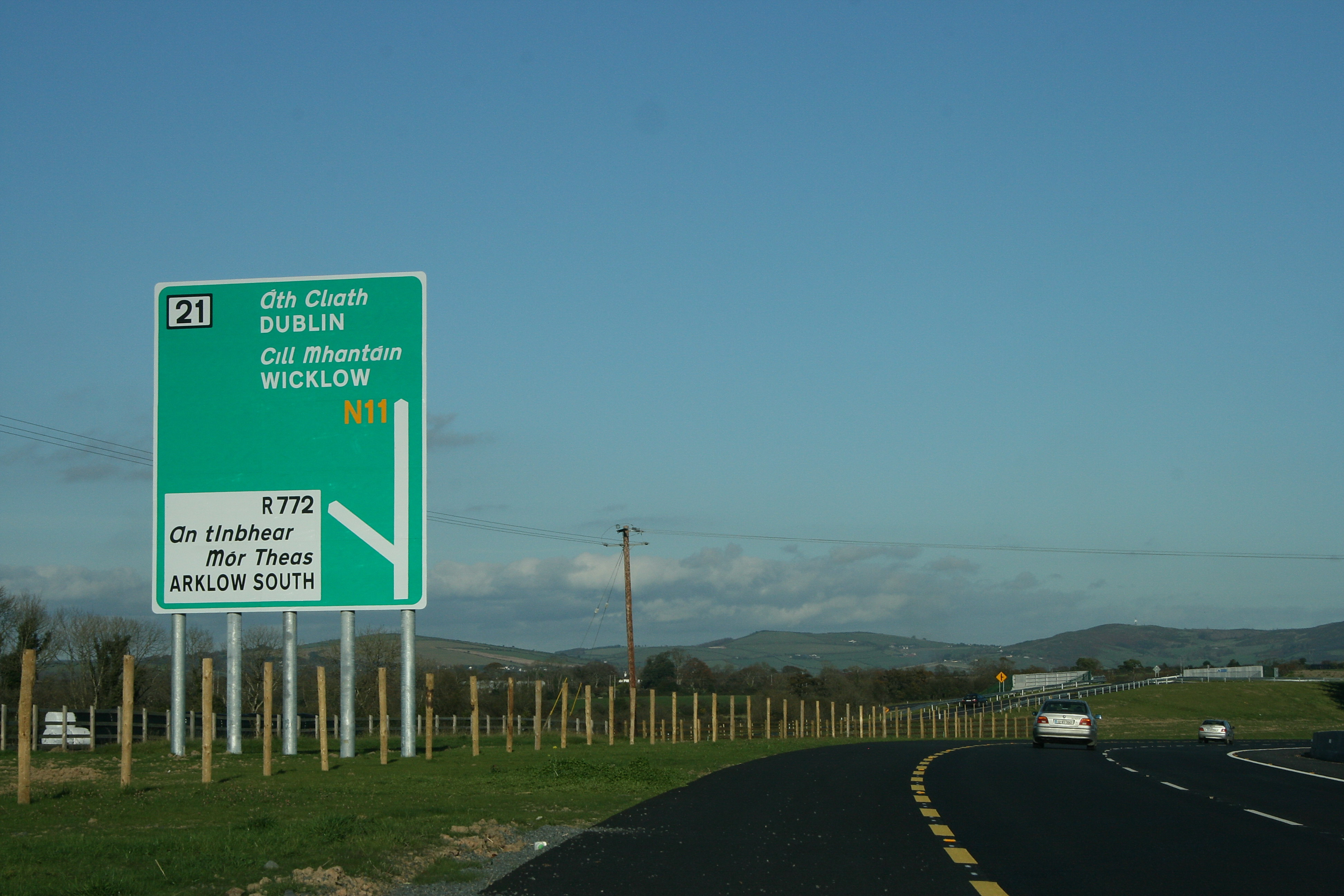
N11 afritaanduiding

Vanaf de ongeveer 1920 tot 1977 werden de Ierse wegen genummerd volgens een systeem van "Trunk Roads" en "Link Roads" (zie Hoofdverkeerswegen in Ierland voor nadere uitleg.). De invoering van een nummering volgens een "Nationale Route"-systeem werd al bediscussieerd sinds het einde van de jaren zestig. Pas in 1974 werd de wet die dit mogelijk moest maken aangenomen: de Local Government (Roads and Motorways) Act 1974, welke het concept van snelwegen en nationale wegen introduceerde in de Ierse wetgeving. De routes van de originele 25 nationale primaire wegen werden gedefinieerd via een "Statutory Instrument" (de Local Government (Roads and Motorways) Act, 1974 (Declaration of National Roads) Order, 1977) in 1977 en de nieuwe wegnummers begonnen spoedig daarna op de verkeersborden te verschijnen. De N4 en de N6 waren de eerste wegen die hun N-nummers kregen. De eerste snelweg M7 (de Naas Bypass) werd geopend in 1983.
Sinds de introductie van het "Nationale Route"-systeem is het systeem zelf nauwelijks gewijzigd. De verschillende routes hebben echter wel veranderingen ondergaan, onder andere door het openen van nieuwe bypasses. De wettelijke basis voor het systeem is in 1993 gemoderniseerd met de aanname in het parlement van de Roads Act 1993.
Deze wet introduceerde een belangrijke verandering: de oprichting van de National Roads Authority (NRA). De NRA werd opgericht om het netwerk aan nationale wegen te beheren. Het maakte ook de snelwegen een integraal onderdeel van de nationale routes, in plaats van een aparte classificatie. Ook introduceerde de wet nieuwe classificaties: de regionale wegen en lokale wegen.
In 1994 zijn drie nationale secundaire wegen geherclassificeerd als nationale primaire weg. Bij deze omnummering werd de N57 de N26, de N64 werd deel van de N18 en de N79 werd de N30. ook werd een deel van de N60, tussen Castlebar en Westport, overgeheveld naar de N5. Vier nieuwe routes werden ook geïntroduceerd: N27, N28, N29 en de N31. De N27 was voorheen deel van de R600 tussen Cork centrum en Cork Airport. De N28 was deels nieuw gebouwd, deels een deel van de R609. De N29 was geheel nieuw gebouwd terwijl de N31 bestond uit wegen die voorheen regionale wegen waren.
De N32, geheel nieuw aangelegd als een verlenging van de M50 Northern Cross Route, werd onderdeel van het nationale route netwerk in 1996. De N33 werd aan het einde van de jaren negentig ook opgenomen in het netwerk, maar bestaat feitelijk alleen op papier. De wegnummers N34 t/m N49 zijn nog niet toegewezen.

## Autosnelwegen en vierstrookswegen

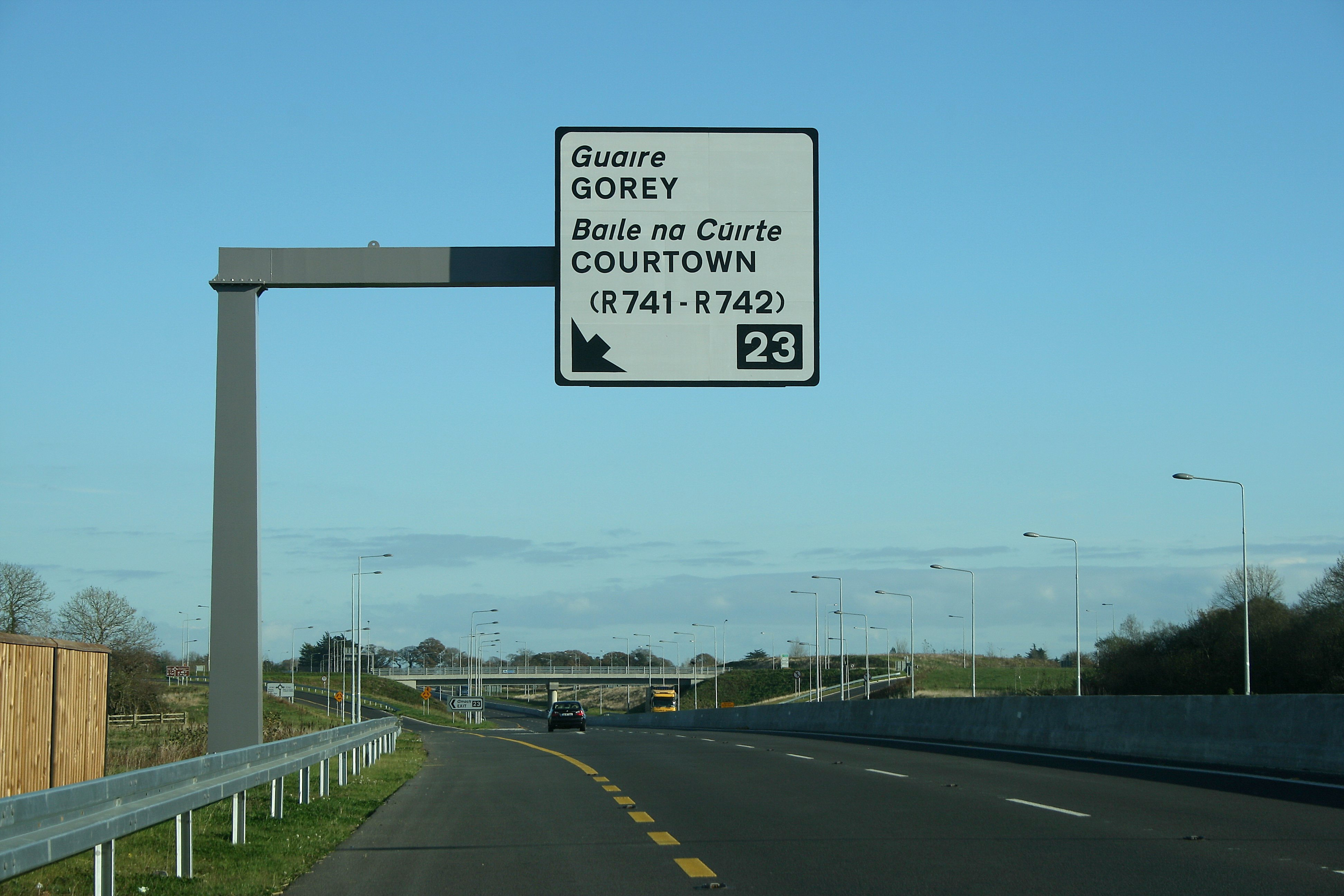
N11 afslag 23; nieuwe standaard afritaanduiding voor snelwegen.

Onder het "Nationaal Ontwikkelings Plan" moeten de belangrijkste nationale primaire wegen opgewaardeerd worden tot autosnelweg-kwaliteit of tot "hoge kwaliteit"-vierstrooksweg. Het gaat hierbij om de N1 van Dublin naar de grens, de N6 (samen met haar toevoerweg N4) van Dublin naar Galway, de N7 van Dublin naar Limerick, de N8 van Portlaoise naar Cork en de N9.
Deze wegen hebben alle ten minste twee rijstroken in elke richting, een ononderbroken middenberm en zijn alleen toegankelijk via speciale kruisingen en opritten. Daarnaast hebben snelwegen aanvullende regelgeving, zoals beperkingen aan de soorten voertuigen die er gebruik van kan maken. Tevens hebben zij de hogere maximale snelheid van 120 km/u. De opwaardering van deze wegen moet volgens schema in 2010 voltooid zijn. Naast de opwaardering van bestaande wegen is ook een splinternieuwe snelweg gebouwd rond Dublin: de M50.
Wanneer een sectie van een nationale primaire weg is aangewezen als snelweg wordt ook de bewegwijzering aangepast. Primaire wegen hebben een bewegwijzering van witte tekst op een groene achtergrond terwijl de snelwegen bewegwijzering hebben van een witte tekst op een blauwe achtergrond. Ook worden de N-nummers vervangen door M-nummers. Een "hoge kwaliteit"-vierstrooksweg kan tot snelweg gepromoveerd worden door middel van een ministerieel besluit op basis van de Roads Act 2007.
Naast de eerde genoemde wegen komen ook andere wegen in aanmerking voor verbetering. De N11, N17, N18, N20, N21 en N25 zijn allen drukke en belangrijke wegen die steden en/of belangrijke infrastructuur (haven, vliegvelden e.d.) onderling verbinden. Waar mogelijk en noodzakelijk krijgen zij delen van ten minste goede vierstrookswegen terwijl delen autosnelweg niet uitgesloten worden. Zo is het de bedoeling dat de gehele N18 (Limerick-Ennis-Galway) uitgevoerd wordt als vierstrooksweg met delen autosnelweg. De discussie loopt nu (2009) over het grotendeels vervangen van de bestaande primaire route N20 door een snelweg (de M20).
Gebaseerd op het huidige netwerk aan primaire wegen, in uitvoering zijnde werken en voorgestelde werken is het waarschijnlijk dat in 2015 meer dan de helft van het netwerk bestaat uit autosnelwegen, "hoge kwaliteit"-vierstrookswegen en 2+2-vierstrookswegen. Een kleine 40 procent (ruim 1100 kilometer) kan dan uitgevoerd zijn als autosnelweg.

## Lijst van nationale primaire wegen
Deze lijst van nationale primaire wegen, en hun beschrijving, is gebaseerd op de Roads Act 1993 (Classification of National Roads) Order 2006. De lengte van de wegen komt van National Route Lengths as of 31/12/2007 zoals gepubliceerd door de NRA en geven de stand van zaken weer per 31 december 2007. De meeste afstanden zijn iets afgerond.
| N1  | Dublin – Grens (Noordelijk van Dundalk) – (A1 Newry – Belfast)                                                               | 94,09   |
| N2  | Dublin – Monaghan – (A5 Omagh – Derry)                                                                                       | 139,90  |
| N3  | Dublin – Cavan – Ballyshannon                                                                                                | 134,18  |
| N4  | Dublin – Sligo | 207,31  |
| N5  | (N4 vanuit Dublin) – Longford – Castlebar – Westport                                                                         | 133,70  |
| N6  | (N4 vanuit Dublin) – Kinnegad – Galway                                                                                       | 158,06  |
| N7  | Dublin – Limerick | 187,20  |
| N8  | (N7 vanuit Dublin) – Portlaoise – Cork                                                                                       | 167,48  |
| N9  | (N7 vanuit Dublin) – Newbridge – Carlow – Waterford                                                                          | 116,44  |
| N10 | (N9 vanuit Dublin) – Paulstown – Kilkenny – Ballyhale – (N9 naar Waterford)                                                  | 38,05   |
| N11 | Dublin – Wexford | 134,44  |
| N12 | Monaghan – Grens (Ardgonnell Bridge) – (A3 naar Belfast)                                                                     | 6.87    |
| N13 | (N15 vanuit Sligo) – Stranorlar – Letterkenny – (A2 naar Derry, A6, M22, M2 naar Belfast)                                    | 43,90   |
| N14 | Letterkenny – Lifford – (A5 naar Strabane)                                                                                   | 18,95   |
| N15 | Sligo – Donegal – Lifford – (B72, A5 naar Derry)                                                                             | 111,01  |
| N16 | Sligo – (A4 naar Enniskillen, A4, M1 naar Belfast)                                                                           | 47,60   |
| N17 | Galway – Claremorris – Collooney – (N4 naar Sligo)                                                                           | 123.31  |
| N18 | (N4, N17 vanuit Sligo) – Claregalway – (N6 vanuit Galway) Oranmore – Ennis – Limerick                                        | 96,21   |
| N19 | (N18 vanuit Limerick/Ennis) – Shannon – Shannon Airport                                                                      | 4,04    |
| N20 | Limerick – Cork | 99,44   |
| N21 | Limerick – Castleisland – Tralee                                                                                             | 89,92   |
| N22 | Cork – Killarney – Farranfore – (tot de kruising met de N21 naar Tralee)                                                     | 112,29  |
| N23 | (N21 vanuit Limerick) – Castleisland – Farranfore – (N22 naar Killarney)                                                     | 9,03    |
| N24 | Limerick – Waterford | 114.92  |
| N25 | Cork – Waterford – Rosslare Europort                                                                                         | 205,54  |
| N26 | (N4, N5 from Dublin) – Swinford – Ballina                                                                                    | 29,75   |
| N27 | Cork centrum – Cork Airport                                                                                                  | 6,40    |
| N28 | Cork – Ringaskiddy | 11,80   |
| N29 | (aftakking van de N25 oostelijk van Waterford naar Belview Port)                                                             | 2,86    |
| N30 | (N25 vanuit Cork, Waterford nabij New Ross) – Enniscorthy – (N11 naar Dublin)                                                | 33,16   |
| N31 | M50 (kruising nr. 13) – Leopardstown Road – Brewery Road – (N11 in Stillorgan) – Dún Laoghaire haven                         | 7,33    |
| N32 | (Voortzetting van de M50 naar Malahide Road)                                                                                 | 3,23    |
| N33 | (Aftakking van de M1 naar Ardee)                                                                                             | 7,93    |
| N50 | M50/Ringweg Dublin: East Wall – (M1 naar Dublin en Belfast) – Turnapin – Palmerstown – Redcow – Shankill (N11 naar Wexford). | 47,24   |
|     | Totale lengte: | 2743,58 |